# 조니 지터

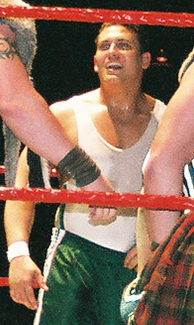

존 지터(영어: John Jeter, 1981년 12월 14일 ~ )은 미국의 프로레슬링선수로 조니(영어: Johnny)라는 링네임으로도 잘 알려져 있다. 키는 184cm 몸무게는 103kg이다.